# Международный день ремонта
Международный день ремонта — общественная инициатива, учрежденая в 2017 году для популяризации ценности и важности ремонта. , в том числе на общественных мероприятиях, таких как ремонтных кафе или Restart Party . Событие происходит ежегодно в третью субботу октября.

## История
Первый Международный день ремонта был организован 21 октября 2017 г. Второй Международный день ремонта прошел 20 октября 2018 г. Мероприятие 2018 года было посвящено праву на ремонт : праву на доступ к информации и ресурсам, необходимым для ремонта, а также необходимости в более долговечных, эффективных и ремонтопригодных продуктах.
Международный день ремонта организован Open Repair Alliance, международной группой ремонтных организаций, которые сотрудничают, чтобы сделать электронную продукцию более долговечной и простой в ремонте, в том числе The Repair Cafe Foundation (Нидерланды), The Restart Project (Великобритания), iFixit, Anstiftung Foundation (Германия) и Fixit Clinic (США).